# São Geraldo
São Geraldo este un oraș în Minas Gerais (MG), Brazilia.